# St. Jakobus und Barbara (Bremen/Rhön)

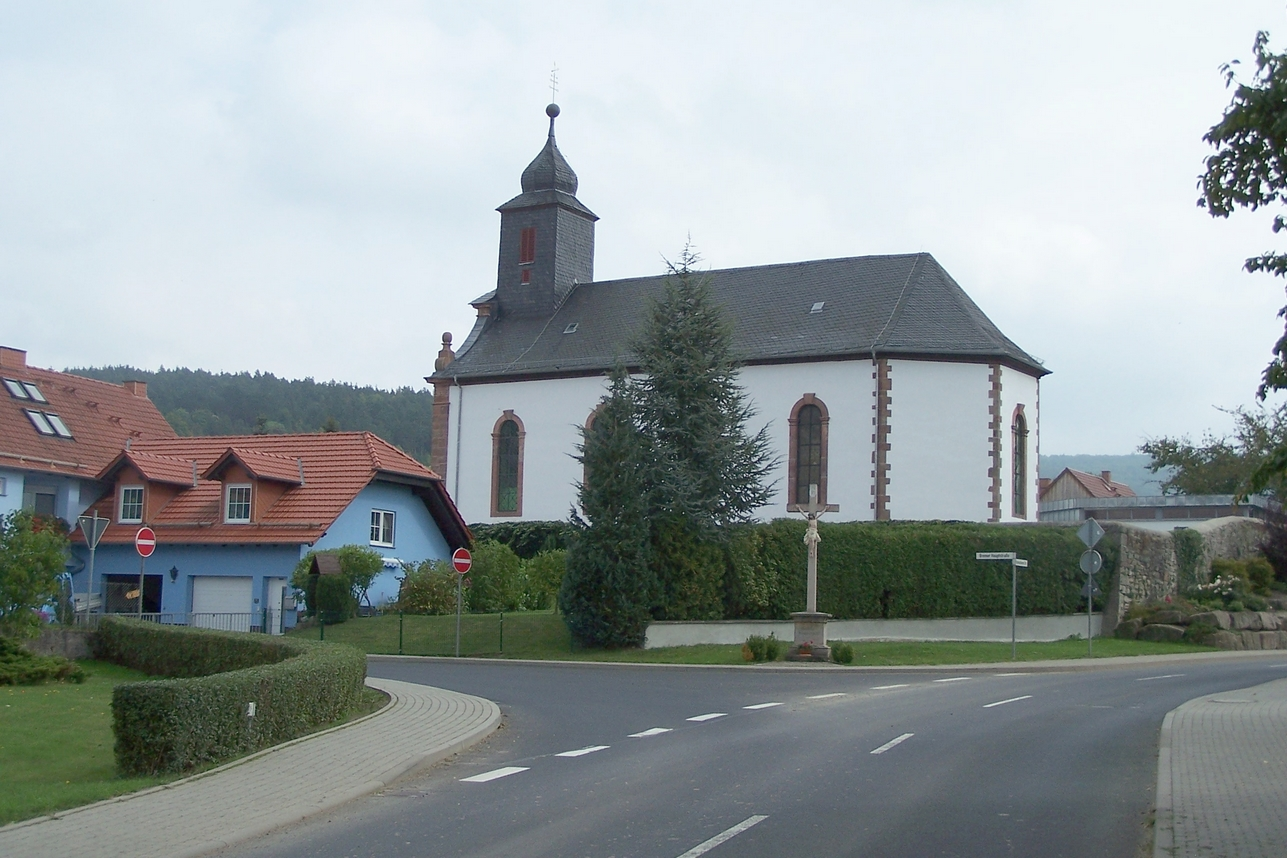
St. Jakobus und Barbara (Bremen/Rhön)

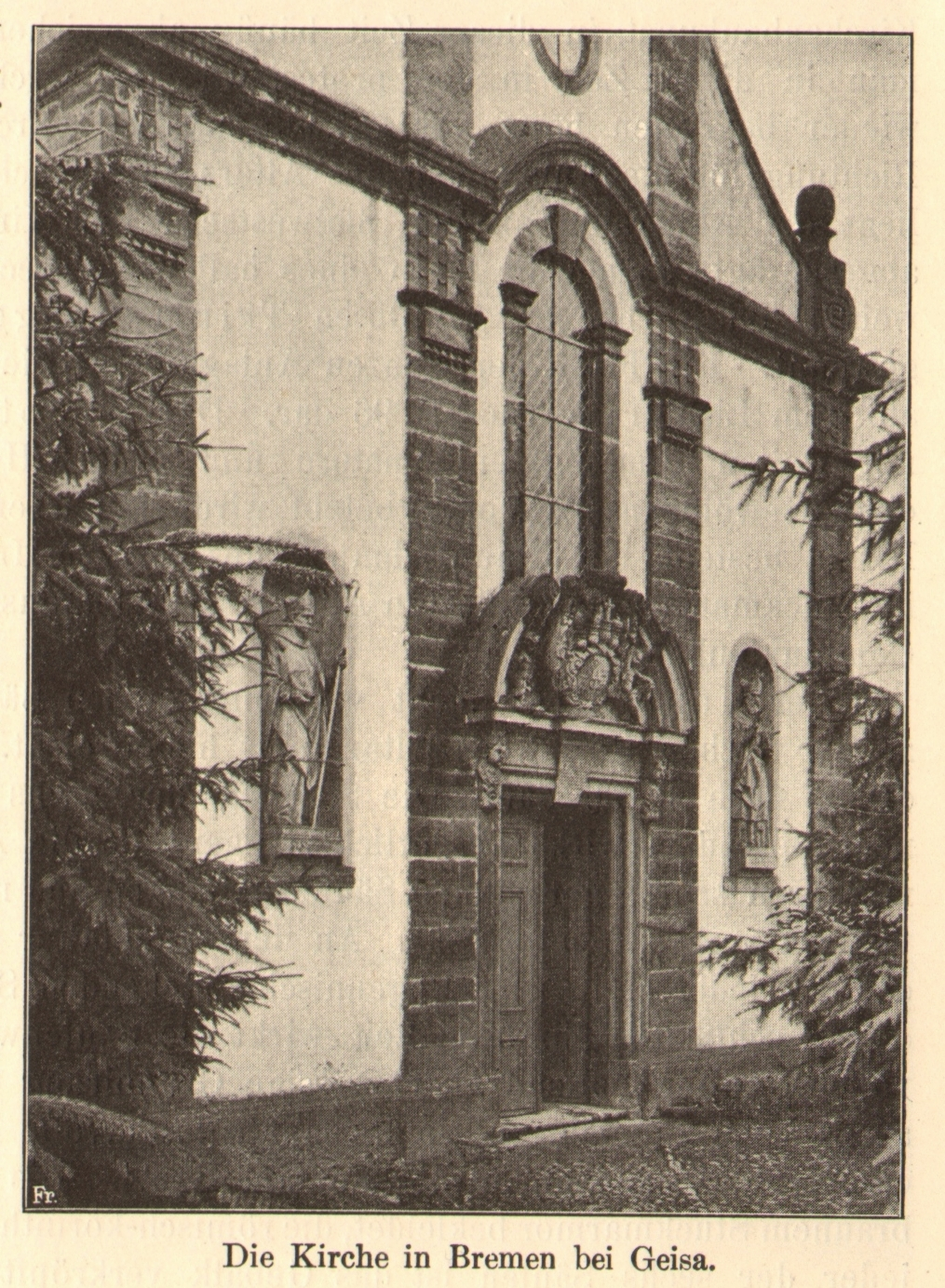
Fassade (1911)

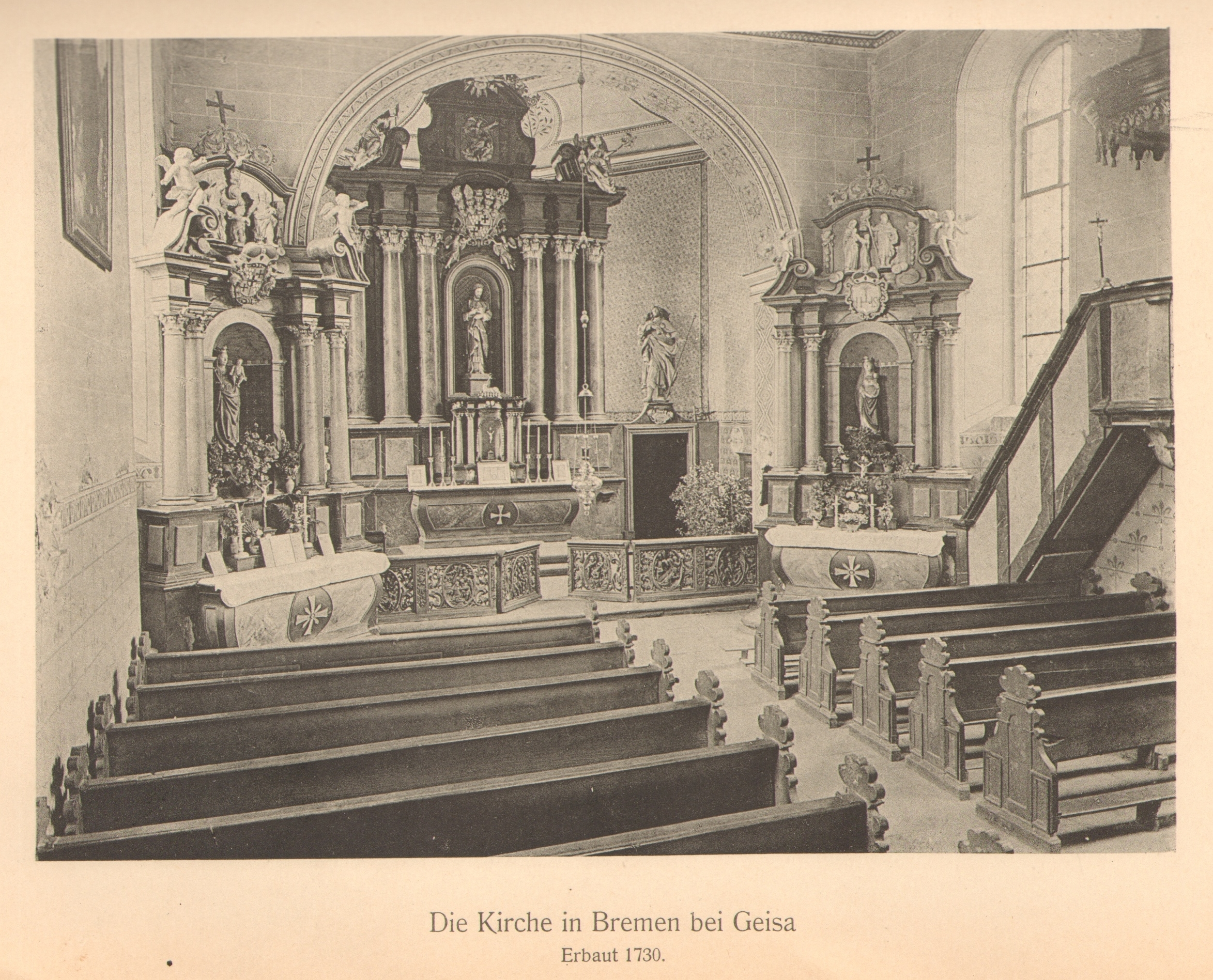
Innenansicht (um 1911)

Die römisch-katholische Pfarrkirche St. Jakobus und Barbara ist eine barocke Saalkirche im Ortsteil Bremen von Geisa im Wartburgkreis in Thüringen. Sie gehört zur Pfarrei St. Philippus und Jakobus Geisa im Dekanat Hünfeld-Geisa des Bistums Fulda.

## Geschichte und Architektur
Um 1341 wurde die erste Kirche in Bremen/Rhön erwähnt. Die heutige Kirche entstand nach einem Entwurf von Andrea Gallasini, von dem auch die Kirchen in Dermbach, Schleid und Zella/Rhön entworfen wurden. Das Bauwerk ist eine Saalkirche mit dreiseitig geschlossenem Chor im Westen und einer Schmuckfassade, die in einem umfriedeten Kirchhof steht. Sie wurde in den 1970er Jahren restauriert.
Die Kirche ist ein Putzbau mit Gliederungen aus Sandstein und Eckquaderung am Chor. Sie wird durch einen schiefergedeckten Dachturm aus Holz mit barocker Haube akzentuiert. Die zweigeschossige Fassade ist mit einer Pilastergliederung versehen, der nach unten gesprengte Dreieckgiebel mit Seitenvoluten ist dem Dachturm vorgeblendet. Das rechteckige Portal ist mit dem Wappen des Fürstabts Adolf von Dalbergs aus Fulda und der Jahreszahl 1732 versehen; darüber sind Rundbogenfenster angeordnet, das Kranzgesims ist aufgekröpft. Seitlich stehen Figuren des heiligen Sturmius, des Begründers der Benediktinerabtei Fulda, und des heiligen Bonifatius aus der Zeit um 1900.
Das Innere wird von einer Voutendecke abgeschlossen und ist mit einem Deckengemälde von Hugo Pfister versehen, das zu Beginn des 20. Jahrhunderts gemalt wurde. Der Quadraturstuck wurde in den Jahren 1734–1740 von Johann Martin Hummel aus Kitzingen geschaffen.

## Ausstattung
Die einheitliche Ausstattung mit Altären und Kanzel in Stuckmarmor stammt aus der Entstehungszeit. Der Hochaltar ist mit einer kräftigen Säulenarchitektur und dem Wappen des Fürstabts versehen; er zeigt im Altarauszug die Himmelfahrt Mariä, flankiert von den expressiven Figuren der Heiligen Adolphus und Jakobus dem Älteren. Die Seitenaltäre sind ähnlich aufgebaut und in den Auszügen mit Darstellungen der Heiligen Familie und der Anna selbdritt ausgestattet. Die Altarbilder zeigen im Hochaltar die Kreuzigung und in den Seitenaltären die Maria Immaculata und die heilige Barbara.
Die prachtvoll geschnitzte Kommunionbank ist mit künstlerisch wertvollen Reliefs der Passion Christi in durchbrochenen Rankenornamenten von Johann Leister aus den Jahren 1735/1736 versehen. Die Orgel in einem barocken Prospekt ist ein Werk von Johann-Markus Oestreich aus dem Jahr 1790 mit zwölf Registern auf einem Manual und Pedal, das 2002 von Orgelbau Waltershausen restauriert wurde. Der Taufstein entstammt spätgotischer Zeit. Weiterhin sind Figuren der Muttergottes, der Heiligen Josef und Elisabeth vom Ende des 19. Jahrhunderts und der heiligen Barbara aus der Zeit um 1730 erhalten. Die auf Leinwand gemalten Kreuzwegstationen wurden vermutlich gegen Ende des 19. Jahrhunderts geschaffen und sind in barocke Umrahmungen eingefügt.